# Volharding 8700
Volharding 8700 bezeichnet einen Mehrzweckfrachtschiffstyp der niederländischen Werft Bodewes Scheepswerf Volharding.

## Geschichte
Von dem vom Schiffsarchitekturbüro Conoship International in Groningen entworfenen Schiffstyp wurden zwischen 1996 und 2000 neun Einheiten auf der niederländischen Werft Bodewes Scheepswerf Volharding in Foxhol gebaut. Ein Großteil der Schiffe wird von der niederländischen Reederei Koninklijke Wagenborg in Delfzijl betrieben.
Der Schiffstyp wurde später weiterentwickelt und in weiteren Serien unter anderem mit höherer Tragfähigkeit und teilweise mit Schiffskranen gebaut. Auf dem Schiffsentwurf basieren unter anderem die Schiffe der Beluga-N-Serie.

## Beschreibung
Die Schiffe werden teilweise von einem Viertakt-Sechszylinder-Dieselmotor des Typs Wärtsilä 6R38 und teilweise von einem Viertakt-Achtzylinder-Dieselmotor des Typs MaK 8M32C mit jeweils rund 3900 kW Leistung angetrieben. Die Motoren wirken über ein Untersetzungsgetriebe auf einen Verstellpropeller. Die Schiffe sind mit einem mit 500 kW Leistung angetriebenen Bugstrahlruder ausgestattet. Für die Stromerzeugung stehen zwei von Dieselmotoren angetriebene Generatoren zur Verfügung. Weiterhin wurde ein von einem Dieselmotor angetriebener Notgenerator verbaut.
Die Schiffe verfügen über zwei boxenförmige Laderäume ohne Unterstau. Laderaum 1 ist 39,96 m lang, 13,2 m breit und 10,84 m hoch, Laderaum 2 ist 52,54 m lang, 13,2 m breit und 10,84 m hoch. Laderaum 1 verjüngt sich im vorderen, Laderaum 2 im hinteren Bereich etwas. Laderaum 1 ist mit sechs, Laderaum 2 mit acht Stapellukendeckeln verschlossen. Die Lukendeckel können mithilfe eines Lukenwagens bewegt werden. In den Laderäumen kann ein Zwischendeck eingehängt werden. Die Zwischendeckspaneele können auch als Getreideschotten zur horizontalen Unterteilung der Laderäume genutzt werden. Die Tankdecke kann mit 20 t/m², das Zwischendeck mit 3,5 t/m² und die Lukendeckel mit 1,75 t/m² belastet werden. Vor Laderaum 1 befindet sich ein Wellenbrecher zum Schutz vor überkommendem Wasser.
Die Schiffe sind für den Transport von Containern vorbereitet. Die Containerkapazität beträgt 552 TEU, von denen 264 in den Laderäumen und 288 an Deck geladen werden können. In den Laderäumen können bis zu fünf Container nebeneinander und an Deck bis zu sechs Container nebeneinander sowie jeweils vier Container übereinander geladen werden. Für Kühlcontainer sind 50 Anschlüsse vorhanden.
Die Decksaufbauten befinden sich im hinteren Bereich der Schiffe. Die Schiffe wurden größtenteils mit offenen Nocken gebaut. Drei Einheiten verfügen über ein geschlossenes Brückendeck. Hinter den Decksaufbauten befindet sich auf der Backbordseite ein Freifallrettungsboot.
Der Rumpf der Schiffe ist eisverstärkt (Eisklasse 1A).

## Schiffe
| Volharding 8700                                                      | Volharding 8700 | Volharding 8700 | Volharding 8700                                    | Volharding 8700                                                     |
| Bauname                                                              | Bau- nummer     | IMO- Nummer     | Kiellegung Stapellauf Fertigstellung               | Umbenennungen und Verbleib                                          |
| -------------------------------------------------------------------- | --------------- | --------------- | -------------------------------------------------- | ------------------------------------------------------------------- |
| Vechtborg                                                            | 331             | 9160334         | 11. Dezember 1996 13. Juni 1998 3. September 1998  |                                                                     |
| Vlistborg                                                            | 332             | 9160346         | 11. Dezember 1996 5. Februar 1999 31. März 1999    |                                                                     |
| Vlieborg                                                             | 333             | 9160358         | 11. Dezember 1996 21. Mai 1999 15. Juli 1999       | Umbau zum Krillfabrikschiff; 2007: Thorshovdi, 2011: Antarctic Sea  |
| Voorneborg                                                           | 344             | 9179373         | 30. Juni 1998 25. September 1999 18. November 1999 |                                                                     |
| Veerseborg                                                           | 345             | 9184653         | 17. Oktober 1998 10. Dezember 1998                 | 2004: Matfen, 2007: Veerseborg                                      |
| Vaasaborg                                                            | 346             | 9196242         | 30. Juni 1998 7. Januar 2000 2. März 2000          | 2003: Normed Hamburg, 2004: Vaasaborg                               |
| Malte Rambow                                                         | 351             | 9213727         | 30. Juni 1998 17. April 2000 8. Juni 2000          | 2003: Annalisa, 2013: Ara Amsterdam, 2024: Azzaro                   |
| Varnebank                                                            | 352             | 9213739         | 19. Juli 2000 5. Oktober 2000                      |                                                                     |
| Vossborg                                                             | 355             | 9229116         | 30. Juni 1998 11. November 2000 21. Dezember 2000  | 2004: Morpeth, 2007: Vossborg, 2019: Georgios Alexios, 2023: Aristo |
| Daten: Stichting Maritiem Historische Data Fleetlist Royal Wagenborg |                 |                 |                                                    |                                                                     |

Die Vlieborg wurde 2007 an das norwegische Unternehmen Krill Seaproducts verkauft. Dieses ließ das Schiff von der Fiskerstrand Verft zum Krillfabrikschiff umbauen. Die Stahlarbeiten wurden auf der Werft BLRT Western Shipyard in Klaipėda durchgeführt. Dort wurde der Rumpf des Schiffes um rund 1,7 m verlängert und um 4 m verbreitert, so dass sich 133,88 m Länge und 19,87 m Breite ergeben. Der Endausbau erfolgte in Norwegen. An Bord wurden drei Produktionslinien installiert, zwei zur Verarbeitung des Krillfleisches und eine zur Verarbeitung von Chitin. Das in Thorshøvdi umbenannte und unter die Flagge Norwegens gebrachte Schiff wurde nach dem Umbau am 14. Dezember 2009 an die Reederei übergeben. Es war das erste Krillfabrikschiff der Welt und das größte Fischereischiff unter norwegischer Flagge. 2012 kam das Schiff zu Aker Biomarine Antarctic und wurde in Antarctic Sea umbenannt.
Die Ladekapazität des Schiffes beträgt 2800 t, der Laderaum fasst 7720 m³. An Bord können 50 Personen untergebracht werden.